# Loop (Sarah Bonnici)

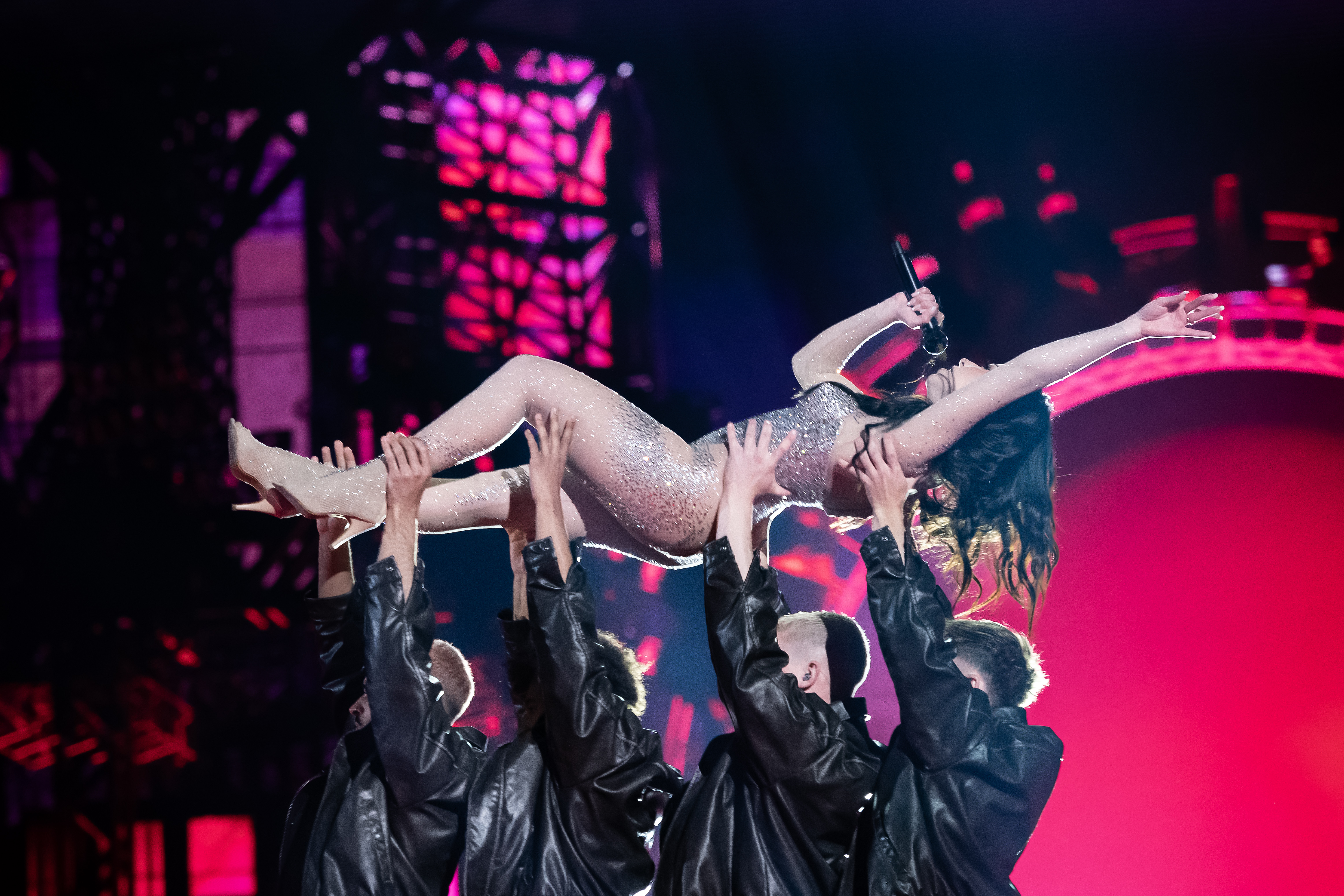
Sarah Bonnici mentre si esibisce sulle note di Loop alle prove semifinali dell'Eurovision Song Contest, 8 maggio 2024

Loop è un singolo della cantante maltese Sarah Bonnici, pubblicato il 14 marzo 2024.

## Descrizione
Il brano è stato scritto dalla stessa Bonnici assieme Sebastian Pritchard-James, John-Emil Johannson, Kevin Lee, Leire Gotxi Angel and Michael Joe Cini, Joy Deb e Linnea Deb. Nelle varie interviste la Bonnici ha dichiarato che, seppur il brano era stato scritto esclusivamente per partecipare al Malta Eurovision Song Contest 2024, si tratta di una "canzone d'amore [positiva]" su una persona che era romanticamente interessata a lei. Dopo una fase iniziale di prese in giro, la Bonnici e il suo partner sono finiti in un "loop" felice.

## Promozione
Il 18 ottobre 2023, Loop è stato selezionato come uno dei 36 brani partecipanti al Malta Eurovision Song Contest 2024, il festival musicale organizzato dall'emittente maltese PBS per scegliere il rappresentante maltese all'Eurovision Song Contest 2024.
Il 24 novembre 2023, il brano si è qualificato dalle semifinali andate in onda durante il programma XOW su TVM, avanzando alla finale che si è tenuta il 3 febbraio 2024; qui il voto combinato di giuria e televoto l'ha incoronata vincitrice, rendendola di diritto la rappresentante maltese all'Eurovision Song Contest 2024 a Malmö.
Il 14 marzo 2024 la cantante ha pubblicato una versione del singolo modificata per l'Eurovision Song Contest, che si differenzia per alcune leggere modifiche sia al testo sia alla produzione musicale.

## Video musicale
Un primo video musicale, girato in occasione della partecipazione della Bonnici al Malta Eurovision Song Contest, è stato presentato il 1º febbraio 2024; mentre una seconda versione è stata presentata il successivo 14 marzo, in concomitanza con l'uscita del singolo sulle piattaforme digitali.

## Tracce
Testi e musiche di Kevin Lee, Joy Deb, Leire Gotxi Angel, Linnea Deb, Michael Joe Cini, Sarah Bonnici e Sebastian Pritchard-James.
1. Loop – 2:59